# Дайслер, Себастьян
Себастья́н Да́йслер (нем. Sebastian Deisler, родился 5 января 1980 в Лёррахе) — немецкий футболист, выступавший на позиции правого вингера и атакующего полузащитника. Считавшийся в начале тысячелетия одним из наиболее перспективных футболистов Германии, Дайслер не смог раскрыть полностью свой потенциал из-за нескольких разрывов крестообразных связок и иных травм, а также серьёзной депрессии. Закончил свою профессиональную карьеру в январе 2007 года в возрасте 27 лет.

## Биография

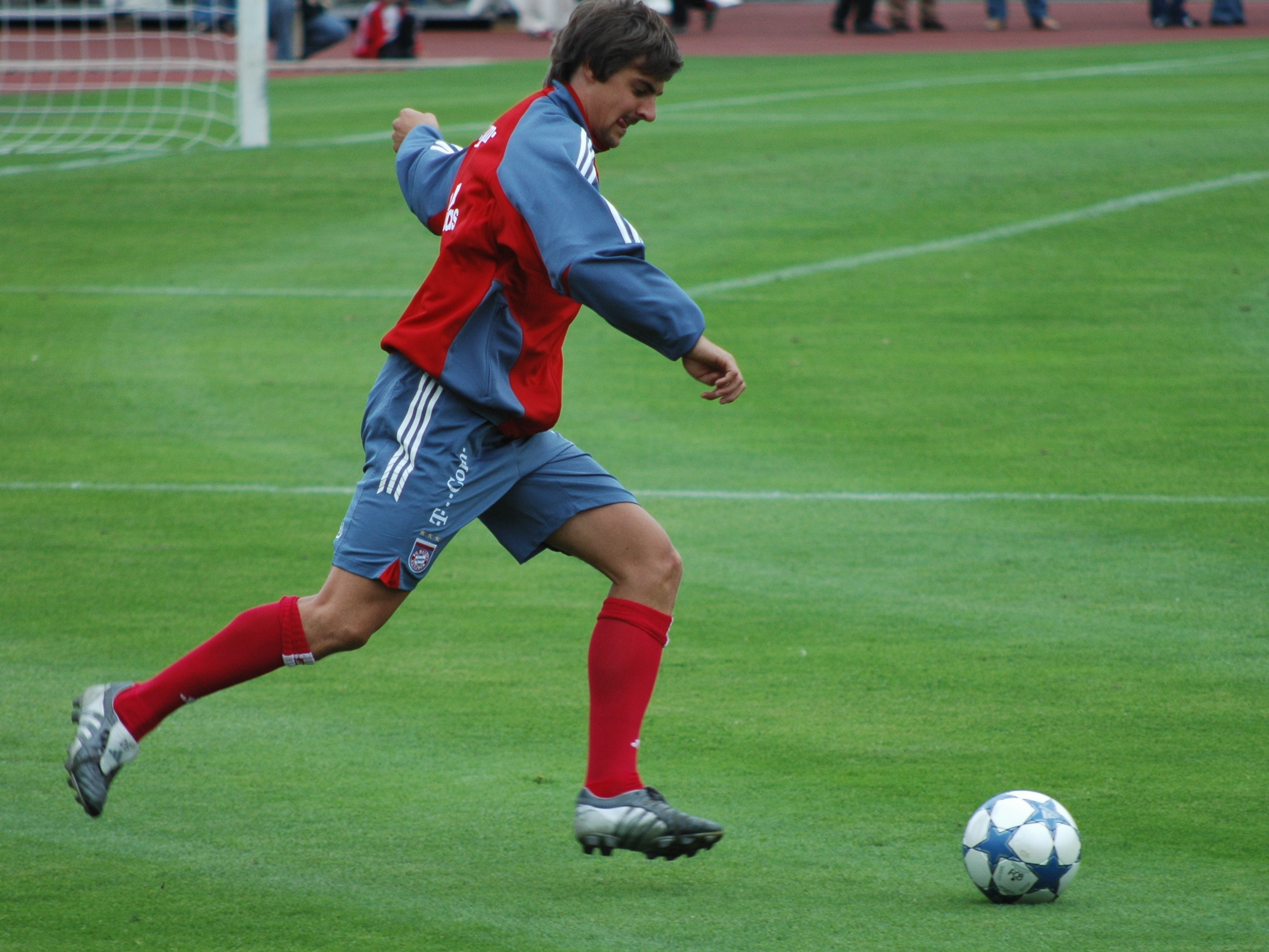
Себастьян Дайслер на поле

Начинал играть за мёнхенгладбахскую «Боруссию». В 1999 году переходит в берлинскую «Герту», где проводит блестящий сезон 2001/02. Это позволило ему оказаться в составе лидера немецкого футбола, мюнхенской «Баварии», а также быть привлечённым к играм за национальную сборную.
Однако на чемпионат мира 2002 года Дайслер не попал из-за травмы — в товарищеском матче против Австрии Дайслер порвал крестообразные связки на правом колене, что стало для него серьёзным психологическим ударом. В дальнейшем Дайслера непрерывно преследовали травмы колена. В общей сложности оно было проперировано пять раз, и не все операции прошли успешно. В результате за четыре с половиной сезона, проведённых в Баварии, ему удалось сыграть всего в 62 матчах Бундеслиги.
Постоянные травмы усугубились нарушениями психического здоровья футболиста, вызванными постоянным пропуском важных матчей и сложностью возвращения на поле после каждой очередной травмы. Дайслер лечился в клинике для душевнобольных. Ему был поставлен диагноз «эмоциональное выгорание».
В январе 2007 года проблемы со здоровьем заставили футболиста объявить о завершении своей карьеры. Он вернулся в Берлин, что пошло ему на пользу и помогло пережить расставание с футболом.

### Семья
Супруга — бразильянка Эунисе Душ Сантуш Сантана, есть сын Рафаэль.

## Достижения
Бавария
- Чемпион Германии: 2002/03, 2004/05, 2005/06
- Обладатель Кубка Германии: 2003, 2005, 2006, 2007
- Обладатель Кубка немецкой лиги: 2004